# بيت ذياب (حفاش)

تعديل مصدري - تعديل

بيت ذياب هي إحدى قرى عزلة راس الاحجول بمديرية حفاش التابعة لمحافظة المحويت، بلغ تعداد سكانها 382 نسمة حسب تعداد اليمن لعام 2004.